# Stanley Cortez
Stanley Cortez (* 4. November 1908 in New York City; † 23. Dezember 1997 in Hollywood; eigentlich Stanislaus Krantz) war ein US-amerikanischer Kameramann. Cortez wurde zweimal (1942 und 1944) für den Oscar nominiert und 1989 von der American Society of Cinematographers für sein Lebenswerk ausgezeichnet. Von 1985 bis 1986 war er der Präsident dieser Organisation.

## Leben
Cortez, der jüngere Bruder des Schauspielers Ricardo Cortez, besuchte die Universität von New York, als er begann, nebenbei für verschiedene Filmstudios, die in Manhattan produzierten, als Kameraassistent zu arbeiten. Während er nach seinem Studium zunächst als Porträt-Fotograf arbeitete, kehrte er zum Ende der Stummfilmzeit zum Film zurück. Bis zum Jahr 1937 war Cortez weiterhin Kameraassistent, wurde dann Chefkameramann bei den Universal Studios im Bereich B-Movies. Cortez, dem der Ruf voraus eilte, großartige Effekte mit minimalem Aufwand zu erreichen, wurde 1941 von Orson Welles engagiert, um bei der Produktion von Der Glanz des Hauses Amberson die Kamera zu führen. Allerdings hielt Cortez nicht, was sich die Produktionsgesellschaft RKO von ihm versprach, nämlich Effizienz und Kosteneinsparungen, und so wurde er für den Misserfolg des Films verantwortlich gemacht. Trotz der Kritik der Studiobosse von RKO an Cortez' Arbeit bei dieser Produktion, erhielt er eine Auszeichnung für die beste Kameraführung von der Film Critics of America, sowie eine Oscarnominierung.
Cortez hatte bis dahin immer in Schwarzweiß gedreht, sein erster Farbfilm war Der Mann vom Eiffelturm mit Charles Laughton in der Hauptrolle, im Jahr 1949. Laughton engagierte Cortez dann für Die Nacht des Jägers als Kameramann. Neben einigen „großen“ Filmen, stand Cortez auch bei zahlreichen Low-Budget-Produktionen hinter der Kamera, unter anderen für Der nackte Kuß von Samuel Fuller, Staatsfeind Nr.1 – John Dillinger, oder auch Weltraumschiff MR1 antwortet nicht. In den 1970er-Jahren drehte Cortez dann zunehmend Titel-Sequenzen und war als Special-Photographer tätig. Zwischendurch drehte Cortez auch immer wieder für das Fernsehen. Stanley Cortez starb 1997 in Hollywood an Herzversagen.

## Filmografie (Auswahl)
- 1929: Broadway (Kamera-Assistent)
- 1936: Four Days Wonder
- 1941: The Black Cat
- 1941: Der Glanz des Hauses Amberson (The magnificent Ambersons)
- 1943: Das zweite Gesicht (Flesh and Fantasy)
- 1944: Als du Abschied nahmst (Since You Went Away)
- 1945: Es werde Licht (Let there be Light)
- 1947: Smash-Up: The Story of a Woman
- 1948: Geheimnis hinter der Tür (Secret Beyond the Door)
- 1949: Der Mann vom Eiffelturm (The Man on the Eiffel-Tower)
- 1950: Der Gangsterboß von Rocket City (The Underworld Story)
- 1950: Unser Admiral ist eine Lady (The Admiral was a Lady)
- 1951: Keine Gnade für Jonny T. (Fort Defiance)
- 1952: Piraten wider Willen (Abbott and Costello meet Captain Kidd)
- 1952: Models Inc.
- 1953: Der blaue Stein des Maharadscha (The Diamond Queen)
- 1953: Flucht vor dem Gesetz (Shark River)
- 1954: R 3 überfällig (Riders to the Star)
- 1954: Schwarzer Freitag (Black Tuesday)
- 1955: Die Nacht des Jägers (The Night of the Hunter)
- 1956: Charmant und süß – aber ein Biest (Top Secret Affair)
- 1956: Der Mann von Del Rio (The Man from Del Rio)
- 1957: Eva mit den drei Gesichtern (The three Faces of Eve)
- 1959: Donner in der Sonne (Thunder in the Sun)
- 1959: Razzia auf Callgirls (Vice Raid)
- 1959: Weltraumschiff MR-1 gibt keine Antwort (The Angry Red Planet)
- 1960: Dinosaurus
- 1961: Endstation Paris (Back Street)
- 1963: Hetzjagd in Ketten (Nightmare In The Sun)
- 1963: Schock-Korridor (Shock Corridor)
- 1964: Der nackte Kuß (The Naked Kiss)
- 1964: Staatsfeind Nr. 1 – John Dillinger (Young Dillinger)
- 1966: Verhängnisvolle Fracht (The Navy vs. The Night Monsters)
- 1966: Erbschaft mit Hindernissen (The Ghost in the invisible Bikini)
- 1968: Inferno am Fluß (Blue)
- 1969: Die Brücke von Remagen (The Bridge at Remagen)
- 1972: Hydra verschollen in Galaxis 4 (The Doomsday Machine)